# Кочубей, Василий Леонтьевич
Васи́лий Лео́нтьевич Кочубе́й (укр. Василь Леонтійович Кочубей; 1640 — 15 (26) июля 1708) — генеральный писарь и генеральный судья Войска Запорожского. Казнён в 1708 году по обвинению в ложном доносе на гетмана Мазепу в стремлении к измене. От него происходит аристократический род Кочубеев.

## Биография
Родился около 1640 года в семье запорожца. Внук ногайца Кучук-бея, принявшего христианство и перешедшего на службу к Речи Посполитой.
Не отличаясь выдающимися способностями, смолоду был трудолюбив и прекрасно знал канцелярскую службу. В 1681 году был регентом войсковой канцелярии, в 1687 году — генеральным писарем и в этом звании скрепил сочинённый Мазепой донос на Самойловича. Мазепа, став гетманом, наградил Кочубея селами (в том числе — знаменитой Диканькой), дал ему в 1694 году достоинство генерального судьи, а в 1700 году исходатайствовал звание стольника.
В начале 1690-х Мазепа подавил восстание Петрика на юге. Лидер восстания-канцелярист Петро Иваненко (Петрик) был женат на племяннице генерального писаря Василия Кочубея. Возможно, это послужило истоком вражды между ними.
В 1704 году произошла любовная история гетмана Мазепы с 16-летней дочерью Кочубея Мотрей. Будучи вдовцом, Мазепа сватал её, но родители отказали, так как Мотря была его крестницей (что церковными законами приравнивалось к родительству). Когда она бежала к Мазепе, гетман возвратил девушку в дом её родителей неприкосновенной. Однако Мотря не захотела остаться с родителями и повторно ушла жить к пожилому возлюбленному.
В 1706 году гетман первому сообщил Кочубею о своих планах отторжения Гетманщины от Московского царства. В 1707 году Кочубей передал в Москву донос на словах через беглого монаха Никанора. Доносу не поверили, но за гетманом был учреждён негласный надзор.
В 1708 году был передан второй донос на гетмана через Петра Яценко. Ему снова не поверили и Мазепе сообщили об этом доносе.
Тогда Кочубей пригласил на совет полтавского полковника Искру и священника Святайлу и убедил их передать тот же донос царю через ахтырского полковника Осипова, который и передал новый донос царю Петру через киевского губернатора князя Д. М. Голицына.

## Казнь

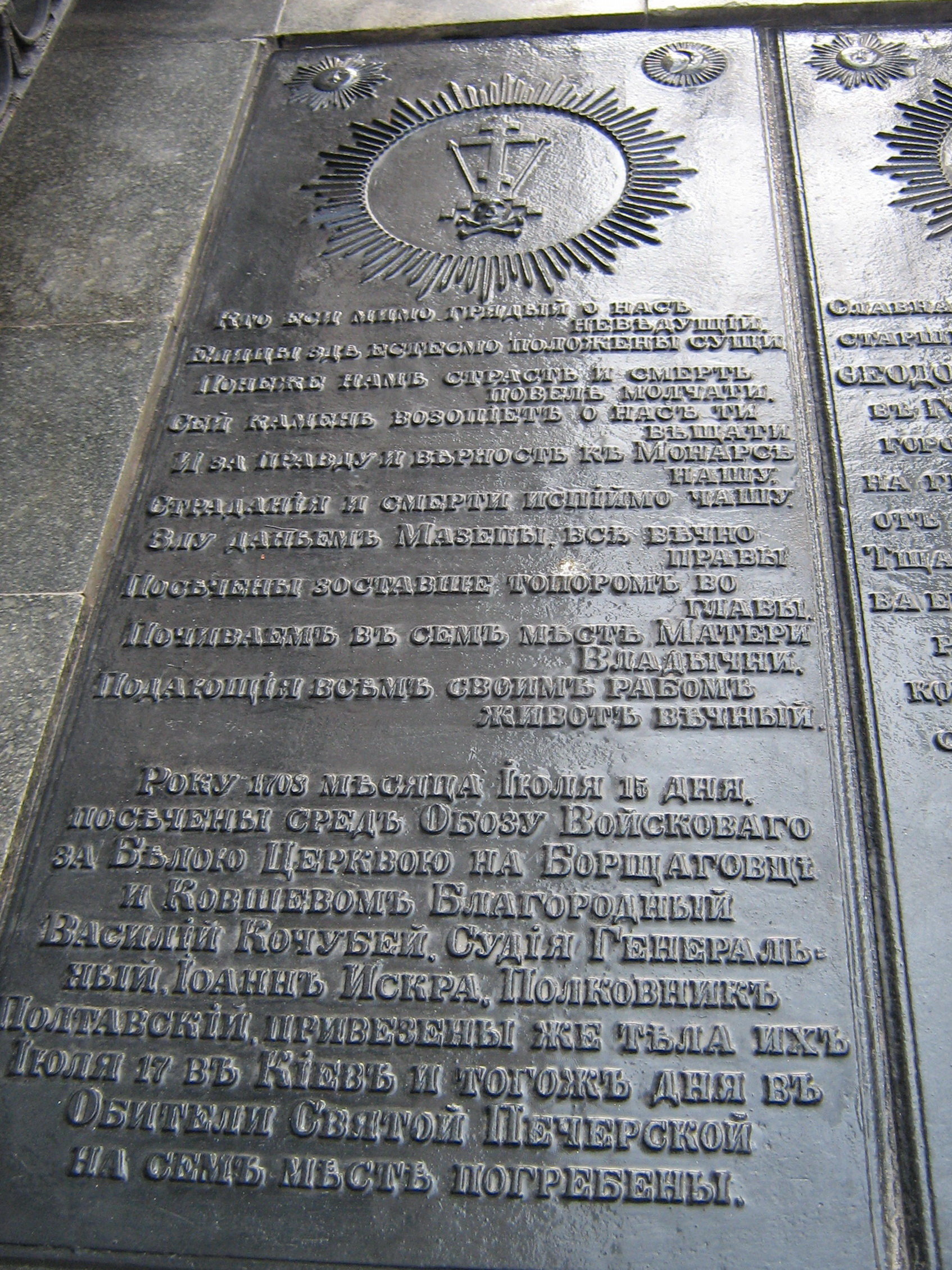
Доска на месте захоронения Кочубея и Искры

Пётр I не поверил доносчикам, так как считал Мазепу своим близким другом и соратником. Кочубей и Искра были схвачены и привезены в Витебск, где их встретили Головкин и Шафиров, назначенные для розыска. После жестоких пыток Кочубей был вынужден сказать, что оговорил гетмана по злобе.
Доносчиков дополнительно пытали, пытаясь узнать, где Кочубей хранит свои ценности, и  приговорили за ложный донос к смертной казни. Их отправили в село Борщаговка под Белой Церковью, где стоял лагерь Мазепы. Там новый допрос учинил Филипп Орлик. 15 июля 1708 года Кочубею и Искре отрубили головы.
Вскоре после смерти Кочубея произошла измена Мазепы, о которой он предупреждал Петра I. Царь, раскаявшись в ошибке и называя Кочубея «мужем честным, славныя памяти», тогда же приказал возвратить жене и детям несчастливца конфискованные имения с прибавкой новых деревень. Тела Кочубея и Искры были перезахоронены царём в Киево-Печерской лавре возле трапезной церкви.
Окровавленная рубаха, в которой Кочубей был во время совершения казни, хранилась в Покровской церкви села Жуки Полтавской губернии, а сейчас находится в экспозиции «Уникальные предметы в собрании Полтавского краеведческого музея» Полтавского краеведческого музея.

## Семья
Василий Кочубей был женат на Любови Фёдоровне (ум. 1722), дочери полтавского полковника Федора Ивановича Жученко, которая унаследовала после отца богатое полтавское село Жуки. Дети:
- Василий (ум. 1743), бунчуковый товарищ, с 1727 полтавский полковник. Первым браком был женат на дочери гетмана Данилы Апостола — Анастасии, вторым — на Марфе Ивановне Янович, сестре глуховского атамана. От его сыновей Семёна, Василия, Павла пошли три ветви рода Кочубеев[5].
- Фёдор (ум. 1729), бунчуковый товарищ, основатель села Берёзка.
- Катря, жена Семёна Васильевича Чуйкевича, сына генерального судьи.
- Ганна, жена племянника Мазепы Ивана Обидовского[6].
- Мотря, героиня любовной истории с Мазепой.
- Прасковья (ум. 1726), жена Фёдора Ивановича Сулимы, бунчукового товарища.
- Мария, жена Василия Степановича Забелы, сына нежинского полковника.

## Образ в литературе и историографии
Когда правнук Кочубея, Виктор Павлович, возглавлял Комитет министров, А. С. Пушкин решил воспеть его предка в поэме «Полтава»:

Богат и славен Кочубей.
Его луга необозримы;
Там табуны его коней
Пасутся вольны, нехранимы.
Кругом Полтавы хутора
Окружены его садами,
И много у него добра,
Мехов, атласа, серебра
И на виду и под замками.
Но Кочубей богат и горд
Не долгогривыми конями,
Не златом, данью крымских орд,
Не родовыми хуторами,
Прекрасной дочерью своей
Гордится старый Кочубей
— поэма А. С. Пушкина «Полтава»
В русской историографии Кочубей предстает трагической фигурой, жертвой политических интриг Мазепы против Петра I накануне измены. Под влиянием поэмы Пушкина образы Кочубея и Искры окружены ореолом мученичества в «борьбе за русскую идею» перед лицом изменников. Граф А. К. Толстой писал:

Ты знаешь край, где с Русью бились ляхи,
Где столько тел лежало средь полей?
Ты знаешь край, где некогда у плахи
Мазепу клял упрямый Кочубей
И много где пролито крови славной
В честь древних прав и веры православной?

## Памятник

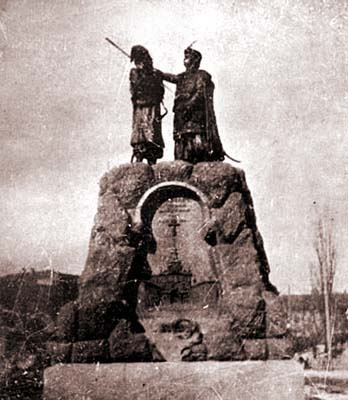
Памятник Искре и Кочубею в Киеве

В 1914 году в Киеве установили памятник Кочубею и Искре как «борцам за русскую идею» по предложению Военно-исторического общества. Проект выполнил полковник В. А. Самонов.
В апреле 1923 года памятник переделали в памятник героям Январского восстания 1918 г. рабочих завода «Арсенал» против Центральной Рады. Вместо статуй Кочубея и Искры наверх водружена пушка, участвовавшая в событиях. Памятник находится возле станции метро «Арсенальная».